# 日引俊詞
日引 俊詞（ひびき たかし、1963年3月3日 - ）は、日本人原子力科学者。パデュー大学名誉教授。香港城市大学熱流体工学チェアー教授。

## 来歴
1963年（昭和38年）、京都府宮津市にて生まれる。1981年（昭和56年）京都府立宮津高等学校を卒業し、同年大阪大学に入学。
1985年（昭和60年）大阪大学基礎工学部化学工学科（現在の化学応用科学科）を首席で卒業。大阪大学楠本賞受賞。その後、大阪大学大学院に進学し同大学院博士課程修了。1990年（平成2年）に工学博士の学位を取得。博士課程での指導教授は片山俊元大阪大学基礎工学部長。日本の化学工学を代表する吉田文武京都大学名誉教授の孫弟子、亀井三郎京都大学名誉教授の曾孫弟子に当たる。
博士号取得後、1990年（平成2年）京都大学原子炉実験所（現・京都大学複合原子力科学研究所）助手（現助教）に着任。その後、1996年（平成8年）に招聘科学者としてパデュー大学へ留学。1997年（平成9年）京都大学助教授（現准教授）を経て、パデュー大学工学部へ移籍し教授に就任。パデュー大学工学部は、2012年世界ランキングにおいて、マサチューセッツ工科大学、スタンフォード大学などに次いで世界第10位にランクされている。2018年（平成30年）パデュー大学名誉教授。
2011年（平成23年）アメリカ原子力学会からフェローの称号を授与された。また、2006年（平成18年）から母校である大阪大学大学院の招聘教授に就任している。2015年（平成27年）には、母校である大阪大学より国際的に活躍する同窓生に贈られるOsaka University Global Alumni Fellowの称号を授与されている。オーストラリア・ロイヤルメルボルン工科大学、中国・西安交通大学招聘教授、タイ・チュラロンコーン大学特別教授、韓国・釜山国立大学招聘教授を歴任している。
2021年（令和3年）より香港城市大学工学部熱流体工学チェアー教授就任。Global STEM Professorに選任されている。
家族は妻。兄は東北大学大学院経済学研究科教授の日引聡。

## 業績
- 定常中性子を用いた中性子ラジオグラフィ高速度撮像法（時間分解能1ミリ秒以下）の開発に世界で初めて成功。この業績により、1996年（平成8年）日本原子力学会奨励賞を受賞した[6]。
- ミニチャネル二相流動に関する基礎構成方程式を開発し1996年（平成8年）International Journal of Multiphase Flow誌に発表。その方程式は、三島-日引の式として知られる。1973年（昭和48年）同誌創刊以来の全論文中、総引用回数第1位(2018年11月1日現在)。
- 界面積濃度輸送方程式を開発し2000年（平成12年）International Journal of Heat and Mass Transfer誌に発表。その輸送方程式は、日引-石井の式として知られ、流体解析シミュレーション（Computational Fluid Dynamics）コードの基礎方程式の一つとして知られる。

## 著書
- Thermo-Fluid Dynamics of Two-Phase Flow, Springer (2005)
- Thermo-Fluid Dynamics of Two-Phase Flow, 2nd Edition, Springer (2010)[7]

## 賞歴
- 1996年（平成8年）- 日本原子力学会奨励賞[8]
- 2001年（平成13年） - アメリカ原子力学会ヤングメンバー工学業績賞[9]
- 2001年（平成13年） - 日本混相流学会論文賞[10]
- 2005年（平成17年） - 日本混相流学会技術賞[10]
- 2007年（平成19年） - 日本原子力学会熱流動部門業績賞[11]
- 2010年（平成22年） - 日本混相流学会論文賞[10]
- 2011年（平成23年） - 日本伝熱学会在外会員功労者表彰[12]
- 2015年（平成27年） - 日本機械学会論文賞[13]
- 2016年（平成28年） - 日本原子力学会学術業績賞[14]
- 2018年（平成30年） - 日本混相流学会論文賞[15]